# جبريل برايس
جبريل برايس (بالإنجليزية: Gabriel Price)‏ هو سياسي بريطاني (وحمل سابقاً جنسية المملكة المتحدة لبريطانيا العظمى وأيرلندا)، ولد في 19 أبريل 1879، وتوفي في 24 مارس 1934. حزبياً، نشط في حزب العمال. في الانتخابات العامة في المملكة المتحدة 1931 ‏، انتخب عضو برلمان المملكة المتحدة الـ36 عن دائرة هيمسوورث (27 أكتوبر 1931 – 24 مارس 1934).